# Societatea Filarmonică Lyra

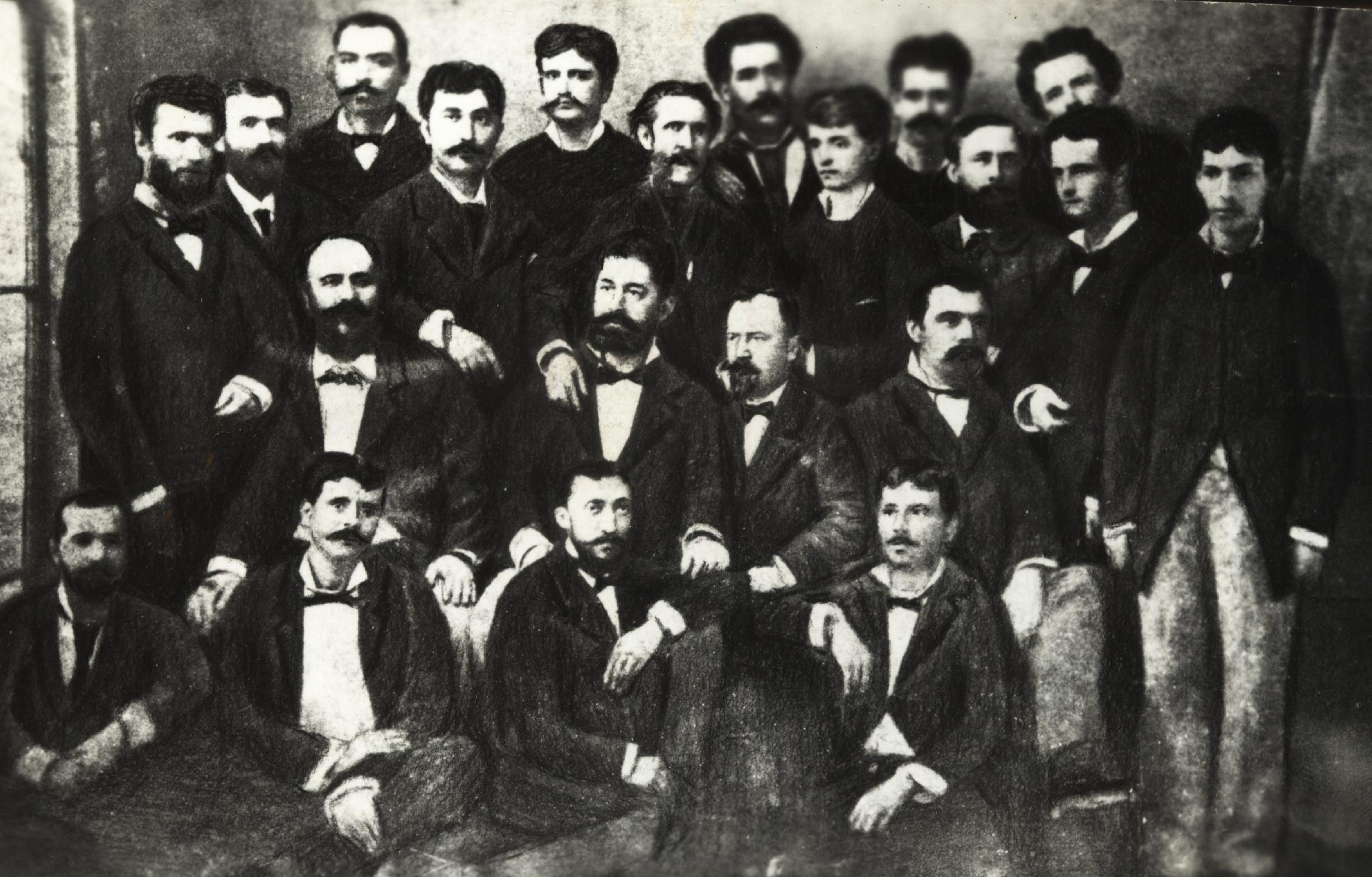
Membrii fondatori ai Societăţii filarmonice Lyra

Societatea Filarmonică Lyra este o societate filarmonică, înființată la Brăila la data de 24 octombrie 1883. Societatea a organizat concerte de muzică simfonică până în 1947. În perioada interbelică societatea a construit un local cu o sală de concerte. Având o vechime de peste 125 de ani, societatea Filarmonică Lyra este una din cele mai vechi organizații de acest gen din România.

## Istoric

### Înființare
Societatea Filarmonică Lyra a luat ființa la data de 1/13 octombrie 1883 ca urmare a inițiativei unui grup de entuziaști, iubitori de cultură și de muzică, din care făceau parte: A. de Bini, Em. Drossino, Petrică Jean, Emilio Mayer, Ioan Umvogel, Sofocle Rasti Petzalis, Petrache Corbuli și George Cavadia. Aceștia au întocmit primul statut al societății și au ales primul comitet de conducere, alcătuit din: Petrică Jean, Emilio Mayer, Petrache Corbuli, Sofocles Rasti Petzalis.Despre rolul pe care l-a jucat Societatea Filarmonică Lyra în viața Brăilei aflăm dintr-o alocuțiune a lui George Cavadia dinaintea unui concert simfonic din 1915, în care a cântat orchestra simfonică a Primăriei dirijată de vienezul Hans Leopold Kern, Concertul pentru trompetă și orchestră în si bemol major de Joseph Haydn: ...În momentul în care am constituit la sfârșitul secolului trecut Societatea Filarmonică Lyra, nimeni nu se mai îndoia că orașul va deveni un oraș al muzicii. Era anul 1883. Ne-am fotografiat și am scris în limba latină, sub numele societății noastre filarmonice, cuvintele: Conamur tennes grandia, jurând, astfel, să muncim cu toate forțele și cu toată priceperea noastră, până la sacrificiu, pentru ca muzica să se înalțe în acest oraș cât mai sus. Am dorit ca din nesecatele ei izvoare să se adape cât mai mulți, astfel încât peticul de pământ al Brăilei să ajungă a fi însemnat pe harta lumii cu Lyra, efigia muzicii, ca să se știe că există un colț sub Soare, unde arta sunetelor, genetic implantată într-un popor, a devenit hrana lui zilnică și iubirea lui cea mai mare...

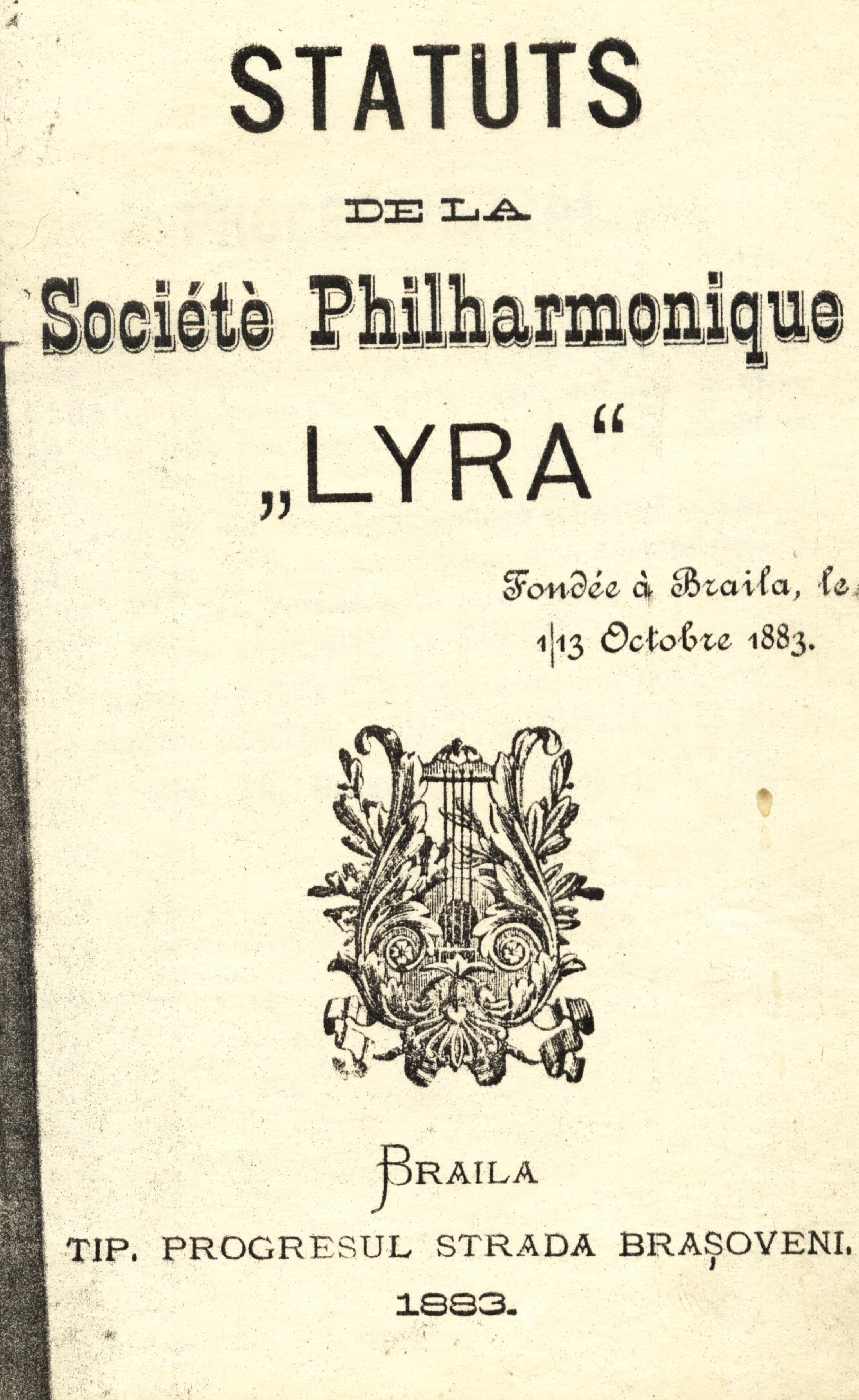
Statutul Societăţii filarmonice Lyra

### Primii ani (1883-1919)
Din primii ani ai existenței sale, Societatea Filarmonică Lyra și-a asumat răspunderea organizării vieții muzicale a orașului Brăila. În anul 1883, membri fondatori au deschis o școală de muzică,au pus bazele unui cor mixt și a unei orchestre simfonice. Culturalizarea muzicală a locuitorilor Brăilei prin intermediul concertelor simfonice și camerale a început chiar din anul înființării. Directorul școlii de muzică a fost numit violoncelistul Petrică Jean, care a preluat catedrele de vioară și violoncel și a pus bazele primului cvartet de coarde. La numai trei luni de la înființare, Societatea Filarmonică Lyra și-a urcat pe scenă mica ei orchestră condusă de Petrică Jean. Joi 12 ianuarie 1884 ea a cântat uvertura operei Norma de Bellini, Montanina, o fantezie pentru vioară și orchestră, solist d-l. Cavaler Nicosia, valsul Manuela de Waldteufel.  Concertul a reușit în totul încât putem zice că succesul comcertiștilor între care numărăm cea mai mare parte diletanți în frumoasa artă a musicei, a întrecut aștempările publicului inteligent care ș’a manifestat prin numeroase aplauze o desăvârșită satisfacțiune. Saloanele erau spendid iluminate și decorate iar o esemplară ordine domnea în toate.. Aceste toate denotă o deosebită solicitudine demnă de toată lauda din partea membrilor din comitetul dirigent al acestui Club și din partea celor însărcinați ci organizarea și conducerea acestor serate de elită. Nu putem trece cu vederea de a arăta aci în special că Dl. Dr. Farmacist, Petzalis, neobositul luptător pentru înființarea și continuarea acestor serate i se cuvine în mare parte mulțumirile societății Brăilene.
Activitatea Societății Filarmonice Lyra s-a extins de la an la an atrăgând tot mai mulți tineri. Școala de Muzică a societății și-a deschis noi clase de vioară, violoncel, pian, și chiar pentru unele instrumente de suflat, flaut, clarinet, trompetă. Unii dintre ei participau la concerte și audiții alături de profesorii lor. Când s-a ținut o soarée musicală, în anul 1887 la 14 februarie, la salonul Weibl, un ziar al Brăilei scria : Atât scopul pentru care a fost organisată această soaré, cât și modul cum s'a îndeplinit, ne pune în plăcuta posițiune de a putea face cunoscut concetățenilor noștri că a avut un succes deplim.
Printre tinerii cari s'au distins în esecutarea pieselor musicale putem nota pe D-nii Davis, Drosino, Ioaniu, Axelrat și Drosu. D-n Maer, profesor de musică, inspirat de un sentiment care'i face onoare, a dat societăței concursul său musical, ceea-ce a contribuit și mai mult în reușita  pieselor musicale, esecutând cu flaotul ariile cele mai frumoase, lăsând o plăcută impresiune publicului. Trebuie de notat că, mulțumită neobositului director de musică al societăți,  d-l Petrică Jean, membrii acestei societăți într'un timp relativ scurt, au progresat într'un mod demn de admirat. Noi nu putem de cât a ne arăta bucuria noastră atât ca cetățeni cât și ca ziariști, văzând că o parte din tinerime își consacră orele de recreație spre a se instrui în ale musicei, una din cele mai plăcute ocupațiuni. (Brăila, 23 febr./7 martie 1887)
La 12 iulie 1887 a avut loc examenul elevilor de Școala de Muzică Lyra care s-a ținut în fața profesorilor, a părinților și la care au participat și unele oficialități.
La invitația Societății Filarmonice Lyra au venit la Brăila orchestre, artiști, ansambluri de opere și operete care au îmbogățit viața muzicală a Brăilei: Elena Teodorini în 1888, o trupă israilite de operete.( Arh, Naționale, filiala Brăila, fond primărie, dosar 21/1888), După acest eveniment, George Cavadia, în semn de omagiu, i-a dedicat marei artiste romanța Alinta.
În anul 1889 a venit Gavril Musicescu în fruntea corul mitropolitan din Iași , iar în 1890 a avut loc concertul sopranei Carlota Feliciani din Milano, acompaniată de orchestra comunală. (Concertul a cuprins arii din opera Puritanii de Meyerbeer, din Linda di Chamonix de Donizetti, cavatina din Bărbierul de Rossini, iar la sfîrșit Oiseau legere, La perle de Bresil și romanța  Nu mă uita de George Cavadia).
În 1891, cu ocazia aniversării a 8 ani de la înființarea Societății Filarmonice Lyra, a avut loc un concert simfonic la care și-au dat concursul în calitate de soliști, flautistul, Emilio Mayer, pianistul Em. Drossino și violoncelistul Petrică Jean.  
În 1894, este invitată să susțină un concert brăileanca  P. Georgescu, cântăreață perfecționată la Paris, pe care brăilenii o cunoșteau și ca profesoară de filozofie (Lupta națională, 20 noiembrie 1894).
În 1895 vine Trupa de comedii și operete Goldfaden, care își începe seria de spectacole cu piesa Profetul Eremias sau Zoim Ghedalie. 
Tot în 1895 are loc recitalul mezzosopranei brăilence Olimpia Mărculescu și al pianistului Novacek.
D-ra Olimpia Mărculescu este un talent care la scurt timp va face mândria, nu munai a orașului său natal Brăila, dar și a întregii țări, scria Luptătorul din 31 decembrie 1895.
Ea avea să cânte pe scenele multor orașe din Franța și pe scena Operei  Mari din Paris. Concertul a avut loc la 27 decembrie. 
Prin demersurile făcute de președintele societății, George Cavadia a luat naștere în cadrul Primărie un serviciu al muzicii, cu două instituții muzicale : fanfară și orchestră simfonică. În timp ce fanfara cânta de  trei ori pe săptămână în parcurile și piețele orașului, orchestra simfonică concerta săptămânal.

## Clădirea societății
În perioada 1923-1926 s-a construit un local al Societății Filarmonice "Lyra" destinat unei Academii de Muzică, pe un teren donat de Primăria orașului Brăila. Municipalitatea, în fruntea careia se afla, la acea data, primarul Radu Portocală a donat 500.000 lei pentru realizarea clădirii. 
După 1947, clădirea a fost naționalizată, fiind transformată în cinematograf, păstrându-se totuși numele de "Cinematograful Lira".  După un îndelungat litigiu, în anul 2010 clărirea a fost retrocedată Societății Filarmonice. 